# تشارلز جاكسون (كرة سلة)
تشارلز جاكسون (بالإنجليزية: Charles Jackson)‏ مواليد 22 مايو 1993، هو لاعب كرة سلة أمريكي. بدأ مسيرته الاحترافية في سنة 2015. يحمل الرقم 33. يبلغ طوله 6 قدم 10 بوصة (2.1 م). لعب مع نيو زيلاند بريكرز في الدوري الأسترالي لكرة السلة وويلينغتون ساينتس في الدوري النيوزيلندي لكرة السلة.

## روابط خارجية
- تشارلز جاكسون على موقع دوري كرة السلة الياباني للمحترفين (اليابانية)
- تشارلز جاكسون على موقع كرة السلة الأوروبية.كوم (الإنجليزية)
- تشارلز جاكسون على موقع كلية كرة السلة في سبورتس رفرنس.كوم (الإنجليزية)
- تشارلز جاكسون على موقع ريلجم (الإنجليزية)
- تشارلز جاكسون على موقع بروبوليرز (الإنجليزية)
- تشارلز جاكسون على موقع سبورتس رفرنس (الإنجليزية)
- تشارلز جاكسون على موقع سبورتس رفرنس (الإنجليزية)